# G-14
G-14 byla organizace nejbohatších evropských fotbalových klubů. Byla založena v roce 2000 14 tehdy nejbohatšími kluby, noví členové mohli být pouze přizváni. To se stalo zatím jen v srpnu 2002, kdy se počet členů zvýšil na 18.
Kluby organizované v G-14 jsou z 6 zemí – po třech z Anglie, Francie, Německa, Itálie a Španělska, 2 z Nizozemska a 1 z Portugalska. Členové G-14 vyhráli Ligu mistrů 46krát z jejích 51 ročníků.
Finále v roce 2004 bylo první od roku 1992, ve kterém se nestřetly dva členské týmy – FC Porto nastoupilo proti nečlenovi AS Monaco. Pouze třikrát v historii Ligy mistrů nebyl ani jeden z finalistů členem G-14.
Ve finále poháru UEFA se nečlenové střetli zatím dvanáctkrát, finále 2005 mezi CSKA Moskva a Sportingem Lisabon bylo první takové od roku 1989.
Organizace vznikla hlavně na ochranu společných zájmů klubů, které jsou společně silnější a mohou si vydobýt lepší podmínky, od UEFY například požadují peníze za své hráče zraněné při reprezentačních utkáních.
G-14 byla po dohodě s vedením UEFA zrušena v lednu 2008 a nahradila ji Asociace evropských klubů (European Club Association, ECA), v níž jsou zastoupeny všechny členské státy UEFA.

## Členové
Zakládající (2000)
- AFC Ajax (Nizozemsko)
- FC Barcelona (Španělsko)
- FC Bayern München (Německo)
- BV Borussia Dortmund (Německo)
- FC Internazionale Milano (Itálie)
- Juventus FC (Itálie)
- Liverpool FC (Anglie)
- Manchester United FC (Anglie)
- Olympique de Marseille (Francie)
- AC Milan (Itálie)
- Paris Saint-Germain FC (Francie)
- FC Porto (Portugalsko)
- PSV Eindhoven (Nizozemsko)
- Real Madrid (Španělsko)

Přijatí 2002
- Arsenal FC (Anglie)
- TSV Bayer 04 Leverkusen (Německo)
- Olympique Lyonnais (Francie)
- Valencia CF (Španělsko)